# After Hours (album của The Weeknd)
After Hours là album phòng thu thứ tư của ca sĩ người Canada The Weeknd, được phát hành vào ngày 20 tháng 3 năm 2020, bởi XO và Republic Records. Album được sản xuất bởi Weeknd là chủ yếu, cùng nhiều nhà sản xuất khác, bao gồm DaHeala, Illangelo, Max Martin, Metro Boomin và OPN, hầu hết trong số họ đã làm việc với Weeknd trước đây. Phiên bản tiêu chuẩn của album không có màn hợp tác nào, mặc dù phiên bản phối lại có sự góp giọng của các nghệ sĩ Chromatics và Lil Uzi Vert. Chủ đề của After Hours là khám phá tính lăng nhăng, thói trăng hoa và tự ghê tởm bản thân.